# Cychrus
Cychrus (лат.) — род жужелиц из подсемейства Carabinae.

## Описание
Длина 12—20 мм. Жуки и личинки специализированы к питанию моллюсками. Мандибулы длинные, с двумя крупными зубцами на внутреннем крае перед вершиной. Крылья редуцированы. Задние тазики расставлены. Эпиплевры надкрылий очень широкие, впереди без угловидного выступа. Голова длинная и узкая.

## Классификация
Около 100 видов в Голарктике. Большая часть видов встречается в горных районах Европы и Восточной Азии (свыше 100 видов в Евразии и 2-3 вида в Северной Америке). Для фауны СССР Крыжановский (1983) приводил 7 видов. Относятся к четко ограниченной монофилетической трибе Cychrini Laporte, 1834.
- Cychrus angulicollis Sella 1874.
- Cychrus angustatus Hoppe & Hornschuch 1825.
- Cychrus attenuatus (Fabricius 1792).
- Cychrus caraboides (Linnaeus 1758)
- Cychrus cordicollis Chaudoir 1835.
- Cychrus cylindricollis Pini 1871.
- Cychrus dufouri Chaudoir 1869.
- Cychrus grajus K. Daniel & J. Daniel 1898.
- Cychrus hampei Gestro 1874.
- Cychrus italicus Bonelli 1810.
- Cychrus rugicollis K. Daniel & J. Daniel 1898.
- Cychrus schmidti Chaudoir 1837.
- Cychrus semigranosus Palliardi 1825.
- Cychrus spinicollis L. Dufour 1857.

## Фауна России
В России 7 видов.
- Cychrus caraboides (Linné, 1758: 418) — В России распространён от западных границ до Новосибирска.
- Cychrus inessae O.Berlov, 1997: 32 — В России распространён на Кавказе.
- Cychrus volkovi O.Berlov, 1997: 28 — на Кавказе.
- Cychrus belousovi O.Berlov, 1997: 35 — на Кавказе.
- Cychrus starcki Reitter, 1888: 19 — на Кавказе.
- Cychrus koltzei Roeschke, 1907: 231 — В России распространён в Приамурье и Приморье.
- Cychrus morawitzi Géhin, 1885: 75 — В России распространён на Сахалине, Монероне и Курильских островах.